# Jean Chardin
Pour les articles homonymes, voir Chardin.
Jean Chardin, dit le « Chevalier Chardin », né le 16 novembre 1643 à Paris et mort le 5 janvier 1713 à Chiswick, est un voyageur et un écrivain français, surtout connu pour sa relation de ses séjours en Perse et en Orient à la fin du XVIIe et au début du XVIIIe siècle.

## Biographie
Fils d’un bijoutier protestant de la place Dauphine, et bijoutier lui-même, Jean Chardin se rend en Perse et en Inde en 1665 pour y faire le commerce des diamants. Il plaît au roi de Perse, Shah Abbas II, qui le nomme son marchand. De retour en France en 1670, il publie Le couronnement de Soleïmaan troisième, roy de Perse. Puis il repart pour la Perse en août 1671, en faisant cette fois-ci un long périple qui le mène à Smyrne, à Constantinople, en Crimée, dans le Caucase et en Géorgie. Il arrive à Isfahan en juin 1673, accompagné du dessinateur Guillaume-Joseph Grelot, reste quatre ans en Perse, apprend le persan, le turc, l’arabe, et retourne en Inde avant de revenir en Europe en 1680 en passant par le Cap de Bonne-Espérance.
Constatant à son retour que les protestants sont persécutés en France, il se rend, comme tant d'autres huguenots, le 14 avril 1681 en Angleterre, où Charles II lui décerne le titre de chevalier dix jours après son arrivée à Londres, lui remettant la décoration de sa propre main. Le même jour, il y épousa une jeune Rouennaise qui avait également fui la France pour se soustraire aux dragonnades. Charles II le nomme bijoutier de la cour et son plénipotentiaire auprès des États de Hollande. Il est élu membre de la Royal Society en novembre 1682.
Choisi par la Compagnie anglaise des Indes orientales pour être son agent auprès des mêmes États, il se rend ensuite en Hollande, profitant de son séjour à Amsterdam pour publier, en 1686, la première partie des Voyages de monsieur le chevalier Chardin en Perse et autres lieux de l’Orient, édition plus étendue que la première, qui avait paru à Londres en 1685. Cet ouvrage, qu’il ne complète qu’en 1711, peut-être avec l’aide de François Charpentier, est salué par les philosophes et reçoit les éloges de Montesquieu, Rousseau, Voltaire et Gibbon. En 1811, Louis-Mathieu Langlès en publie une édition plus complète en dix volumes. Empreints d’un sens aigu de l’observation et considérés par les spécialistes comme une source historique importante sur la culture et la civilisation persanes de l’époque, les Voyages de Chardin conservent encore aujourd’hui un intérêt considérable.

### Œuvres
- Jean Chardin, Journal du voyage du Chevalier Chardin en Perse, Amsterdam, Jean Wolters & Ysbrand Haring, 1686 (lire en ligne).
- Jean Chardin, Journal du voyage du Chevalier Chardin en Perse, Paris, Daniel Horthemels, 1686 (lire en ligne).
- Jean Chardin, Journal du voyage du Chevalier Chardin en Perse, Londres, Moses Pitt, 1686 (lire en ligne). v.1.
- Voyages de monsieur le chevalier Chardin en Perse et autres lieux de l’Orient, Amsterdam, Jean-Louis de Lorme, 1711. 10 livres disponibles sur googlebooks: 1, 2,3,4,5,6,7,8,9,10, et sur Gallica  en trois volumes 1, 2,3.

## Honneurs et postérité

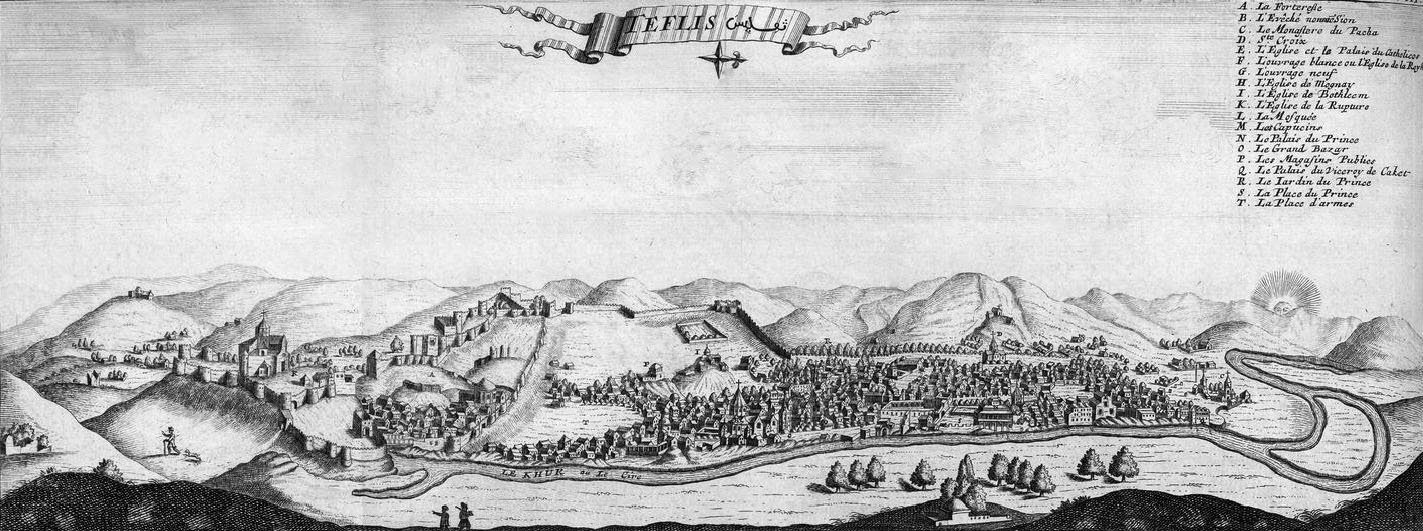
Vue de Tiflis par Jean Chardin, 1671.

Une des rues de la vieille ville de Tbilissi (ancienne Tiflis), capitale géorgienne, porte le nom de Jean Chardin.